# Anna Abdallah
Anna Margareth Abdallah Msekwa, född 26 juli 1940 i Tanganyika, är en tanzanisk Chama Cha Mapinduzi-politiker som 1987–1996 tjänstgjorde i The National Legislative Assembly (funktionellt motsvarande riksdagen) på en av 75 platser som vikts för kvinnliga parlamentariker i syfte att öka kvinnors deltagande i politiken.

## Biografi

### Bakgrund
Abdallah gick lågstadiet i Mtandi Primary School och mellanstadiet i Loleza Girls Middle School i Mbeya. Hon gick sedan i flickskolan Tabora Girls Secondary School i Tabora. Hon blev fil. kand. i landsbygdssociologi (rural sociology) och boende (housing) vid University of Missouri i USA genom ett stipendium 1960. Hon är även diplomerad i näringslära vid dåvarande Queen Elizabeth College (numera del av King's College) vid University of London 1967.

### Karriär
Abdallah började sin politiska karriär 1973 när hon tjänstgjorde som en av landets första kvinnliga distriktstjänstemän. Hon satt första gången i parlamentet 1975 vid en tid då det endast fanns fem andra kvinnliga ledamöter. 1987 utsågs hon till huvudstadsutvecklingsminister. Uppgifterna inkluderade bland andra översyn av byggnationen av den nya huvudstaden Dodoma. 1993 tjänstgjorde hon som jordbruks-, boskaps- och kooperationsminister.
Hon satt i The National Legislative Assembly från 1987 till 1996. Såsom varande diplomerad sjuksköterska tjänstgjorde hon som Tanzanias hälsominister 2000-2005. Hon är sedan 2005 partiledare för The National Movement People's Democratic Front, genom vilka hon har arbetat för kvinnorätt, kämpat mot könsfördomarna i rättssystemet, stött urspråksundervisning och bedrivit kampanjer för etniska minoriteters rättigheter.
Hon har författat tio böcker, bland andra Shettawa I kwannage ni kwijut, Hauta kwa! – Shettawa och Joy! Women Empowerment in Tanzania.

### Övriga aktiviteter
Vid 50 års ålder och som sittande huvudstadsutvecklingsminister ställde hon upp i World Women's halvmara i Arusha, Tanzania. Hon kom på sista plats. Hon anmälde sig då hon märkte att tävlingen inte hade någon tanzanisk person anmäld än. Hennes medverkan blev nationellt nyhetsstoff.
| ”                                                    | Det kommer kvinnor hit från hela världen, men ingen från Tanzania ställer upp. Jag tänkte att det var bäst att jag hoppade in. | „ |
| – Anna Abdallah, "For A Change", Vol. 3, No. 8, 1990 | |   |